# Ratten
Ratten est une commune autrichienne du district de Weiz en Styrie.